# Paschier Ignatius van den Cruyce
Paschier Ignatius van den Cruyce (Antwerpen, 3 september 1643 - Antwerpen, 13 augustus 1713) was buitenburgemeester van Antwerpen in de jaren 1687, 1694, 1698, 1699 en van 1703 tot 1705. Hij was heer van Aartselaar en Cleydael en huwde met zijn nicht Isabelle Marie van den Cruyce. Hij was eigenaar van het Waterslot Cleydael te Aartselaar.
Zijn vader was Frans Paschier van den Cruyce, die ook reeds burgemeester was van Antwerpen in 1656. En ook zijn zoon Paschier Jan Augustijn van den Cruyce én zijn kleinzoon Jan Augustijn van den Cruyce zouden nadien burgemeester van Antwerpen worden.